# 잔젠쥔
잔젠쥔(중국어 간체자: 詹建俊, 병음: Zhān Jiànjùn, 한자음: 첨건준, 1931년 1월 12일 ~ 2023년 1월 11일)은 중화인민공화국의 화가이자 교육자로, 제8,9대 중국인민정치협상회의 위원이다.

## 학력
- 중앙미술학원 회화학사

## 같이 보기
- 중국인민정치협상회의